# Józef Patkowski
Józef Patkowski (* 15. November 1929 in Wilno; † 26. Oktober 2005 in Warschau) war ein polnischer Musikwissenschaftler und Musikpädagoge, Komponist und einer der maßgeblichen Förderer der elektroakustischen Musik in Polen und international.
Patkowski studierte Musiktheorie an der Musikhochschule sowie Musikwissenschaft und Physik an der Universität Warschau. Von 1952 bis 1954 war er Assistent für musikalische Akustik am musikwissenschaftlichen Institut der Universität. Ab 1954 arbeitete er für den Polnischen Rundfunk, zunächst für die Hörspielredaktion, später auch für die Dokumentarfilmstudios in Warschau.
1957 gründete Patkowski das Experimentalstudio des Polnischen Rundfunks, das er bis 1985 leitete. Hier arbeiteten im Lauf der Jahre neben polnischen Komponisten wie Zbigniew Wiszniewski, Włodzimierz Kotoński, Krzysztof Penderecki, Bogusław Schaeffer, Andrzej Dobrowolski und Tomasz Sikorski zahlreiche ausländische Komponisten der experimentellen Musik, darunter Franco Evangelisti, Roland Kayn, François-Bernard Mâche, Arne Nordheim, Kåre Kolberg, Christer Grewin, Bengt Emil Johnson, Tamas Ungvary, Arthur Maddox, Philip Werren, Herbert Brün, Lejaren Hiller, Dennis Eberhard, Ben Johnston, Charles Lipp, Paul-Heinz Dittrich, Hans-Karsten Raecke, Benno Ammann, Wilhelm Zobl, Vittorio Gelmetti, Stephen Montague, Nigel Osborne, Józef Rychlik, Roman Berger, Dubravko Detoni und Wataru Uenami. In den 1970er Jahren holte Patkowski zudem junge polnische Komponisten in das Studio, darunter Elżbieta Sikora, Krzysztof Knittel, Andrzej Bieżan, Paweł Szymański, Andrzej Dutkiewicz und Ryszard Szeremeta. Insgesamt entstanden mehr als 200 elektroakustische Kompositionen, woran Patkowski selbst mit mehreren Filmmusiken beteiligt war.
Von 1975 bis 1978 war Patkowski Vorsitzender des Programmrates des Musikfestivals Warschauer Herbst, von 1979 bis 1985 Präsident des polnischen Komponistenverbandes und 1985 bis 1996 Generalsekretär des Polnischen Musikrates. Seit 1994 war er Mitglied der  Deutschen Gesellschaft für Elektroakustische Musik, die ihn später mit einer Ehrenmitgliedschaft würdigte.